# Jacques Le Divellec
Jacques Le Divellec, né le 15 septembre 1932 à Paris et mort le 13 juin 2024 à Issy-les-Moulineaux,,, est un chef cuisinier français, ancien propriétaire du restaurant étoilé Le Divellec considéré en son temps comme l'une des meilleures tables de poissons de Paris.
Conseiller du commerce extérieur de la France, il a été consultant à travers le monde, notamment pour les chaînes hôtelières Hilton, Radisson et Hyatt.
Il est l'auteur de nombreuses publications portant essentiellement sur les produits de la mer, dont le Larousse des poissons, coquillages et crustacés, élu meilleur livre de poissons du monde par un jury international en 2004 à Barcelone.

## Biographie

### Jeunesse et formation
Jacques Le Divellec naît à Paris, mais sa famille s'installe deux ans plus tard à Port-des-Barques.
Il apprend à pêcher et à aimer les poissons avec son père, un ancien marin de carrière ayant tenu un bistrot à Paris aux Halles. Ce sont celui-ci et sa grand-mère qui l'initient à la cuisine du poisson.
Il entre à quinze ans au lycée hôtelier de Clermont-Ferrand. Puis, CAP et brevet hôtelier en poche, il fait des saisons dans les restaurants des stations thermales en Auvergne et apprend le travail en brigade à Paris.
Il effectue son service militaire dans la Marine. Durant ces dix-huit mois, il est d'abord embarqué sur un escorteur comme chef du commandant. Puis, il est affecté à l'hôtel particulier du SHAPE, à Fontainebleau, où il devient le cuisinier du maréchal Juin. Il y sert notamment les généraux Eisenhower, Ridgway et Montgomery.

### Carrière
En 1955, il entre au restaurant Le Grand Véfour, alors dirigé par Raymond Oliver.
En 1958, il retourne à La Rochelle et y achète un café-hôtel-restaurant sur le quai Valin face au Vieux-Port, Le Chat Noir, qu'il rebaptise Le Yachtman.
En 1962, il obtient sa première étoile au guide Michelin pour ce restaurant réputé pour sa cuisine de mer et de terre et ses spécialités de gibier.
En 1972, il agrandit Le Yachtman et crée un restaurant gastronomique Le Pacha. C'est à partir de la même année qu'il commence à animer des semaines gastronomiques de cuisine française à travers le monde, essentiellement pour la chaîne Hilton International dont il est le conseiller culinaire.
En 1976, il obtient sa deuxième étoile au guide Michelin pour Le Yachtman.
En 1983, il s'installe à Paris sur l'esplanade des Invalides, dans l'ancien établissement L'Ambassade, et y ouvre le restaurant Le Divellec. La carte, offrant une grande variété de plats de poisson, et le décor marin contribuent à la réputation du lieu. Le homard à la presse est l'une de ses spécialités.
En 1986 il participe à la création du lycée hôtelier de La Rochelle.
En 2007, il est le premier cuisinier à être promu commandeur de l'ordre national de la Légion d'honneur.

### Cuisine et politique
Situé au 107, rue de l'Université, dans le 7e arrondissement de Paris, non loin de l'Assemblée nationale, dans le quartier des ministères et des ambassades et à proximité du siège du Medef, Le Divellec est considéré comme la table des hommes politiques, des hommes d'affaires, de la presse et des diplomates.
En 1983, deux mois après l'ouverture, François Mitterrand, qu'il a rencontré à Tel Aviv, devient un habitué. Suivront nombre d'élus —  Jacques Chirac, Raymond Barre, Michel Rocard, Jacques Chaban-Delmas, Édouard Balladur, Nicolas Sarkozy, Dominique de Villepin, Laurent Fabius, François Fillon, Robert Hue ou Michèle Alliot-Marie… — et de personnalités étrangères — Bill et Hilary Clinton, John Kerry, José María Aznar, Gerhard Schroeder….
En 1989, il a la charge de 37 chefs d'État, de ministres et conseillers diplomatiques et près de 7 000 journalistes réunis pour le quinzième sommet du G7 ainsi que pour les célébrations du bicentenaire de la Révolution. À la Défense sont servis 22 000 couverts en trois jours.
Le 10 novembre 1994, Paris Match publie une photo de Mazarine Pingeot, la fille cachée de François Mitterrand, avec son père devant la façade du restaurant. La photo a été prise au téléobjectif depuis l'autre côté de l'esplanade des Invalides, par deux photographes de presse travaillant en binôme, Pierre Suu et Sébastien Valiela.
Le 10 février 2009, devant la presse, des chefs d'entreprise, des élus, des personnalités et des associations de Bretagne lancent depuis Le Divellec, l'«Appel à la Bretagne Tout Entière », pour la réunification de la Bretagne (regroupement des cinq départements bretons au sein d'une même région administrative).

### Famille et vie privée
Jacques Le Divellec a des attaches en Charente et en Bretagne, à l'Île-aux-Moines qu'a quittée au XIXe siècle son grand-père Jean-Marie Le Divellec.
Il a quatre enfants : deux filles, Chantal et Catherine, et deux garçons, Yann et Kevin.

## Distinctions
- Commandeur de la Légion d'honneur (6 avril 2007)[8],[9]
- Officier de l'ordre des Palmes académiques (3 mars 1993)
- Chevalier de l'ordre du Mérite agricole

## Postérité du restaurant
Fermé depuis le départ à la retraite de Jacques Le Divellec en 2013, le restaurant rouvre le 21 septembre 2016, sous la direction du chef Mathieu Pacaud, renommé pour l'occasion Divellec.

## Publications
- La Cuisine de la mer, Laffont, 1982
- Les Bons Plats de la mer, Solar
- Les Poissons, Taillandier
- Le Régime de la mer, Hachette
- La Grande Cuisine aux herbes, Solar
- Les Huîtres, Solar
- Ma vie, une affaire de cuisine (autobiographie), Éditions Grasset, 2002
- Larousse des poissons, coquillages et crustacés, Larousse, 2003
- Bien cuisiner poissons et fruits de mer, Solar, 2005
- Moules & Co, Solar, 2006
- À table avec Moïse, Jésus et Mahommet, Solar, 2007
- Verrines marines, Solar, 2008
- Bien cuisiner les poissons - best of des meilleures recettes de poissons et fruits de mer, Solar, 2009